# Nefropatia diabetica
La nefropatia diabetica è una frequente causa di danno renale e si colloca al secondo posto come causa di insufficienza renale terminale. Come indicato dal nome, il quadro sindromico è causato e sostenuto dalle alterazioni fisiopatologiche connesse con il diabete (più frequentemente diabete non insulino dipendente, anche se non si hanno dati definitivi).
La nefropatia diabetica rappresenta una malattia in costante aumento, dato l'altissimo tasso di crescita della malattia diabetica favorito dall'aumento della sedentarietà e dell'apporto calorico.
La manifestazione diabetica non coinvolge il rene solo mediante l'interessamento glomerulare (la manifestazione classica in questo caso è la glomerulosclerosi nodulare o malattia di Kimmelstiel-Wilson), ma interessa in minor modo la struttura della midollare renale (necrosi papillare renale) e infine causa la pielonefrite acuta. La necrosi papillare è causata da una microangiopatia renale che induce un fenomeno di ischemia con conseguente necrosi della struttura papillare, che già in condizioni fisiologiche non riceve una quantità di sangue molto elevata (meno del 10% del sangue che arriva al rene).
La papilla necrotica va incontro spesso a distacco e manifesta una condizione del tutto indistinguibile dalla colica renale. Invece la pielonefrite acuta è una condizione infettiva del parenchima renale. Infatti il diabetico presenta una tendenza molto maggiore del non diabetico a sviluppare un'infezione batterica nell'apparato urinario, sia per la presenza di glucosio nelle urine (presente solo quando il glucosio nel plasma supera la soglia renale di 180–200 mg/dl), che risulta essere un ottimo terreno di coltura per i batteri, sia anche perché è spesso riscontrata nel diabete un'alterazione nello svuotamento gastrico e vescicale, con conseguente ristagno urinario e quindi maggior tendenza a infezioni.

## Patogenesi

### Ruolo dell'iperglicemia
Le alterazioni genetiche a carico di PKCβII, dell'endotelina e dell'angiotensina hanno un ruolo fondamentale nella patogenesi della malattia. Tuttavia, l'evento principe di tutta la patogenesi è l'iperglicemia propria del diabete, che si estrinsecherà nella glomerulosclerosi diffusa a carattere nodulare (malattia di Kimmestiel-Wilson). Il meccanismo che causa il danno glomerulare è di natura metabolica: l'iperglicemia costante comporta un carico di glucosio che è sovrabbondante rispetto al normale fabbisogno delle cellule glomerulari e delle cellule che costituiscono le pareti arteriolari; gli eccessi di glucosio vengono pertanto incanalati verso vie alternative (quelle oggetto di studio sono la via dei polioli, la via delle esosamine, la glicazione non-enzimatica delle proteine e la produzione dei prodotti avanzati della glicazione o AGEs). La conseguenza finale è una glucotossicità a livello delle cellule vascolari (tale glucotossicità è oltretutto responsabile di tutte le complicanze microvascolari del diabete: retinopatia, nefropatia e neuropatia).
Le modificazioni glomerulari sono dapprima solamente funzionali (e pertanto reversibili) e poi divengono strutturali (irreversibili).
Le modifiche osservate sono di due ordini: aumentata permeabilità (incapacità di filtrazione ovvero modifica della qualità dell'ultrafiltrato); ridotta perfusione glomerulare (ovvero riduzione della quantità assoluta di filtrato glomerulare).
Si osservano inizialmente modificazioni dei podociti e perdita della loro capacità di collaborare alla barriera di filtrazione: si osserva pertanto aumentata permeabilità della barriera di filtrazione. Nell'ultrafiltrato compariranno dapprima molecole a basso peso molecolare come l'albumina (normalmente non filtrata) e si parlerà di proteinuria selettiva; con il progredire delle lesioni podocitarie comparirà una proteinuria sempre più franca e non-selettiva (con ultra-filtrazione di proteine dal peso molecolare via via crescente). Alternativamente alla classificazione in "selettiva" e "non-selettiva", è preferibile descrivere le condizioni come microalbuminuria e macroalbuminuria (definite in base alla quantità di albumina contenuta nelle urine delle 24H).
Parallelamente alla lesione podocitaria si instaura un danno microvascolare con ispessimento della membrana basale glomerulare (conseguente alla glicazione delle proteine, con riduzione del turn-over delle strutture fondamentali che garantiscono la filtrazione). Il risultato netto è una riduzione delle cariche elettriche negative sulla superficie della membrana, che favorisce il passaggio di albumina (proteina dotata di carica negativa) nell'urina. La forte partecipazione del TGF-β e del VEGF favorisce anche la permeabilizzazione dell'endotelio vascolare, con ulteriore incremento della proteinuria. Il ruolo patogenetico dell'iperglicemia si esplica inoltre con la produzione di AGE (prodotti finali di glicazione avanzata), proteine strutturali e circolanti con alterazioni funzionali e strutturali dovute all'eccessiva glicazione; in particolare, gli AGE sono in grado di interagire con recettori R-AGE espressi nella membrana mesangiale che veicolano peculiari segnali di crescita che portano all'ipertrofia delle cellule del mesangio e irrigidimento delle pareti arteriolari.
Tutti questi processi portano ad una riduzione assoluta della quantità di plasma filtrato, che determina la condizione patologica nota, nella pratica clinica, come "insufficienza renale cronica" (stadi avanzati della malattia renale cronica) e attivazione del meccanismo renina-angiotensina-aldosterone con incremento del riassorbimento di sodio e acqua dall'ultrafiltrato. Ne consegue l'insorgenza di ipertensione secondaria ad origine renale.

### Ruolo della proteinuria
La proteinuria è il principale fattore patogenico responsabile della progressione della nefropatia. Fisiologicamente, l'albumina e le piccole proteine filtrate dal glomerulo vengono ricaptate immediatamente dalle cellule del tubulo prossimale. Nella nefropatia diabetica si ha un aumento della filtrazione proteica che comincia con una proteinuria selettiva per poi terminare in una proteinuria non selettiva. Lo stress subito dal tubulo (che cerca di compensare riassorbendo le proteine) porta ad una fibrosi interstiziale (dovuta alla cascata citochinica) e all'insufficienza renale cronica. Una proteinuria elevata indica uno stato molto grave di malattia e rappresenta anche un notevole fattore di rischio per le malattie cardiovascolari. L'albuminuria deve essere sempre valutata in base alla diluizione (valutata tramite la creatinina urinaria) o mediante la raccolta nelle 24 ore.

## Profilo clinico

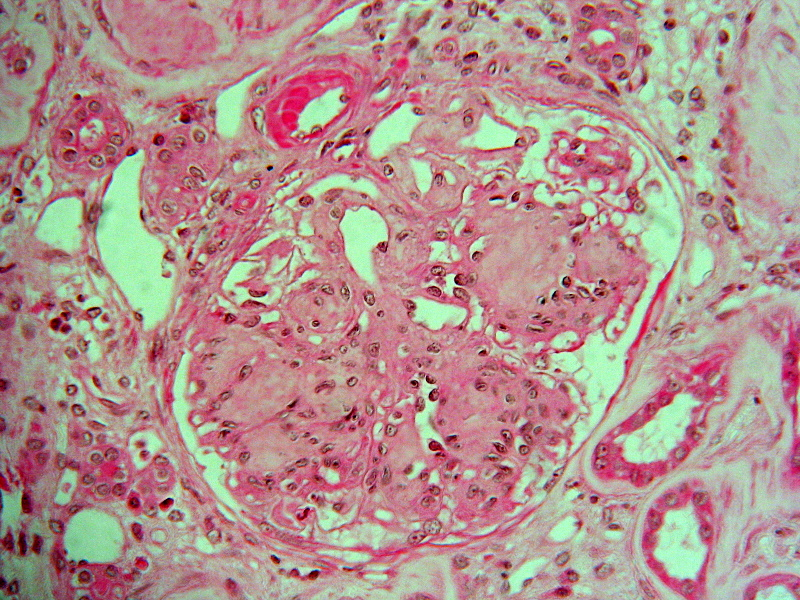
Biopsia renale di un paziente con nefropatia diabetica conclamata: è evidente la sclerosi nodulare del mesangio.

L'evoluzione della nefropatia diabetica è divisa in 5 stadi:
Stadio I
Con ipertrofia del glomerulo e aumento della velocità di filtrazione glomerulare. Dura più o meno 5 anni.
Stadio II o silente
Il glomerulo presenta un aumento dello spessore della matrice mesangiale con microalbuminuria (ricerca di albumina nelle urine con albustix negativa, albuminuria <300 mg/24h). La durata è di circa 15 anni.
Stadio III o incipiente
Con iperplasia del mesangio, notevole aumento della matrice e microalbuminuria (ricerca di albumina nelle urine con albustix positiva, albuminuria <300 mg/24h).
Stadio IV o conclamata
Con glomerulosclerosi, fibrosi, necrosi tubulare, diminuzione della velocità di filtrazione glomerulare, oliguria e intensa proteinuria.
Stadio V o fase uremica.

## Terapia
La nefropatia diabetica è un quadro clinico molto difficile da trattare. Tuttavia è possibile stabilire alcuni presidi che limitano l'avanzamento della nefropatia e migliorano il quadro clinico del paziente diabetico.
1. Controllo della pressione arteriosa con ACE inibitori ed inibitori recettoriali della angiotensina, farmaci che più di altri riducono la pressione di filtrazione e quindi consentono di contenere il danno meccanico glomerulare.
2. Riduzione della glicemia
3. Dibattuto è l'uso della dieta ipoproteica
4. Trattamento della dislipidemia

con lo scopo di:
1. Ridurre la pressione al di sotto di 130/80 mmHg (o al di sotto di 120/75 se la proteinuria è > di 1 g al giorno).
2. Ridurre la proteinuria (al di sotto di 0,3 g nelle 24 ore)
3. Mantenere il colesterolo LDL al di sotto di 100 mg/100 ml
4. Mantenere il colesterolo non HDL al di sotto di 130 mg/100 ml
5. Mantenere l'emoglobina glicata al di sotto del 6%[5]

È inoltre buona norma abolire il fumo, fare attività fisica e adottare una dieta equilibrata (l'indice di massa corporea (BMI) deve essere mantenuto tra 20 e 25).